# 村井祐児
村井 祐児（むらい ゆうじ、1940年3月13日 - 2025年4月7日）は、日本のクラリネット奏者。東京芸術大学名誉教授。日本音楽コンクール運営委員。

## 人物
東京都出身。北海道札幌西高等学校から東京都立駒場高等学校を経て、1963年に東京芸術大学器楽科を卒業。三島勝輔、北爪利世に師事。
その後、東京交響楽団に入団。在団中に日独交換学生として、ドイツのデトモルト北西ドイツ音楽アカデミー（現デトモルト音楽大学）に留学。クラリネットをヨースト・ミハエルス、室内楽をヘルムート・ヴィンシャーマンに師事。1972年、同校にてソリスト試験を修める。日本ではヒンデミットのクラリネット協奏曲を東響定期にて日本初演している。
東京にて20回のリサイタルを開催。近年益々円熟味を増し、ソロ、室内楽に活躍する日本のクラリネット界の第一人者である。
2025年4月7日午前1時58分、敗血症のため東京都小金井市の病院で死去した。85歳没。